# جوزيف ميتشيل (كاتب)
جوزيف ميتشيل (بالإنجليزية: Joseph Mitchell) هو صحفي وكاتب وكاتب سيناريو أمريكي، ولد في 27 يوليو 1908 في مقاطعة روبسون في الولايات المتحدة، وتوفي في 24 مايو 1996 في نيويورك في الولايات المتحدة.

## وصلات خارجية
- جوزيف ميتشيل على موقع قاعدة بيانات برودواي على الإنترنت (الإنجليزية)
- جوزيف ميتشيل على موقع إن إن دي بي (الإنجليزية)